# Jason McCartney
Jason McCartney (nascido em 3 de setembro de 1973) é um ciclista olímpico estadunidense. Representou sua nação nos Jogos Olímpicos de Verão de 2004 e 2008, ambos na prova de corrida individual em estrada.